# 다시, 봄
"다시, 봄"은 2019년에 개봉한 대한민국의 영화이다.

## 줄거리
딸을 잃은 여자가 중대한 결심을 한 그날, 어제로 하루씩 거꾸로 흘러가는 시간을 살게 되면서 인생 두 번째 기회를 얻게 된 ‘타임 리와인드’ 영화이다.

## 캐스팅
- 이청아 : 홍은조 역
- 홍종현 : 지호민 역
- 박소이 : 예은 역
- 박지일 : 호민 부 역
- 박경혜 : 홍미조 역
- 박지빈 : 준호 역
- 이혜란 : 세아 역
- 오현중 : 영민 역
- 김주령 : 김 기자 역
- 최무인 : 유도부감독 역
- 김노진 : 유치원선생님 역
- 유병선 : 택시기사 역
- 정다은 : 이주영 역
- 이동훈 : 형사 역
- 박성준 : 김 순경 역
- 안치욱 : 스님 역
- 강성철 : 응급실의사 1 역
- 김정현 : 응급실의사 2 역
- 조한나 : 응급실간호사 역
- 김건 : 응급실순경 역
- 서예주 : 기자동료 1 역
- 배소영 : 기자동료 2 역
- 박혜영 : 분만의사 역
- 김그림 : 분만간호사 역
- 최형 : 안내자 역
- 정형석 : 가구점면접관 역
- 최혜지 : 가구점매니저 역
- 동효희 : 가구점손님 1 역
- 하은 : 가구점손님 2 역
- 서정우 : 진행요원 역
- 신용훈 : 구급대원 역
- 주종혁 : 유도부 1 역
- 김용 : 유도부 2 역
- 유희제 : 육상부 1 역
- 설찬미 : 여고생 1 역
- 유수정 : 여고생 2 역
- 김수민 : 햄버거 소녀들 역
- 김슬기 : 햄버거 소녀들 역
- 조민희 : 햄버거 소녀들 역
- 니코 제리 : 마틴 역
- 김가람 : 버스킹파트너 역
- 김주아 : 라디오 DJ 역
- 김민채 : 아기 예은 역
- 최레미 : 신생아 예은 역
- 홍지은 : 장례식 유치원선생님 역
- 이윤지 : 장례식 유치원선생님 역
- 김서린 : 장례식 유치원선생님 역
- 김인권 : 진철 역 (특별출연)
- 김민상 : 최 팀장 역 (특별출연)
- 김영재 : 박 순경 역 (특별출연)

## 같이 보기
- 2019년 대한민국의 영화 목록